# Modelo social da deficiência
O modelo social da deficiência é uma expressão baseada na percepção social da deficiência. Este modelo observa deficiência a partir de barreiras dentro da sociedade. Foi proposto, em grande parte, por pessoas com deficiência a partir da década de 1960 por autores como Mike Oliver e originou um campo chamado estudos da deficiência. Também é apresentado como contraponto ao modelo médico da deficiência.